# チェキ☆ラブ
「チェキ☆ラブ」は、PURETTYのデビューシングル。 2012年9月5日にユニバーサルシグマから発売された。

## 解説
テレビアニメ『プリティーリズム・ディアマイフューチャー』の第2クールエンディングテーマ。また、シングルの発売に先駆けてアーケードゲーム『プリティーリズム』ではシーズン10より「ディアクラウンショップ」のステージでBGMに本曲が使用されている。
初回限定盤にはミュージック・ビデオを収録したDVDと26ページ（表紙除く）のPURETTY写真集、アーケードゲーム『プリティーリズム』で使用可能な「E04-011★ ラブラブハートTシャツ」のプリズムストーンが同梱されている。
2012年9月17日付のオリコン週間シングルチャートで66位を獲得し、初動売上は1399枚を記録した。9月24日付の同チャートでは132位となり、2週累計の売上は1802枚となった。

## 収録曲
1. チェキ☆ラブ [3:13]
作詞：森内優希、作曲・編曲：G-High/Lee Joo-Hyoung
  - テレビアニメ『プリティーリズム・ディアマイフューチャー』第2クールエンディングテーマ
2. チェキ☆ラブ（Instrumental） [3:11]

### DVD
初回限定盤（UMCK-9553）のDisc.2。
1. チェキ☆ラブ (LIP Ver.)
2. チェキ☆ラブ (Main Ver.)